# Malang Dabo
Pour les articles homonymes, voir Dabo (homonymie).
Malang Dabo (1960 - 6 septembre 2007, Ouakam), surnommé « Niantio », était un judoka sénégalais, ancien champion d'Afrique.

## Biographie
Après avoir remporté son premier titre africain en individuel en 1982 au Caire, devenant le premier Sénégalais à accéder à cette place, Malang Dabo avait été plusieurs fois champion du Sénégal et d'Afrique, entre 1990 et 2000.   
Originaire de la Casamance, il est décédé, à l'âge de 47 ans, le 6 septembre 2007, à l'hôpital militaire de Ouakam.